# Karel Mareš (starosta)
Karel Mareš (28. ledna 1872 Hostomice – 2. června 1952 Olomouc) byl soudce a první český starosta Olomouce.

## Život
Po maturitě na berounském gymnáziu studoval právnickou fakultu české univerzity v Praze, kde roku 1891 získal titul doktora práv. Poté získával praxi na okresních soudech v Novém Městě na Moravě a v Přerově a v roce 1910 byl jmenován soudním radou v Olomouci. Zde mj. spoluzaložil a dlouhá léta vedl Sirotčí spolek, jinak se veřejně příliš neangažoval.
Až po skončení první světové války a vzniku Československa byl vládním komisařem Richardem Fischerem jako jeho první náměstek kooptován do Správní komise, která převzala správu města. Vstoupil do sociální demokracie a kandidoval za ni do městského zastupitelstva. Strana obecní volby přesvědčivě vyhrála a vybrala jej na místo starosty, jímž byl zvolen dne 3. července 1919. Stal se tak prvním českým starostou Olomouce.
I přes poválečné těžkosti svůj úřad vykonával odpovědně a městu zajistil jak vyrovnané financování, tak nově postavené byty a školy. Kandidoval i v dalších volbách roku 1923, ve kterých opět zvítězila sociální demokracie, ale starostou byl 4. října 1923 zvolen Richard Fischer, reprezentant národní demokracie. Karel Mareš se o půl roku později mandátu zastupitele vzdal a vrátil se do justice. Po odchodu do penze si ještě otevřel vlastní advokátní kancelář.